# Chartreuse de Lethenkow
La chartreuse de la Pierre-du-Refuge (hongrois : Menedekszirt, latin : Domus Lapis Refugii), appelée Lethenkow dans les annales cartusiennes, ou encore chartreuse de la Vallée-Joyeuse ou de Val-Joyeuse , est une ancienne chartreuse située à Letanovce, à l’ouest de Levoča, dans la région de Spiš, en Hongrie à l'époque de sa fondation, aujourd'hui en Slovaquie.

## Histoire
La chartreuse de la Pierre-du-Refuge est fondée par le plébain Martin, en 1299, avec l’assistance de la fraternité des vingt-quatre plébains royaux et l'approbation de Jordan, comte de Spiš. Les constructions commencent en 1305 et les premiers moines viennent de Žiče en 1307. 
Une controverse s'engage dès 1328 entre les deux chartreuses du comté de Spiš. Les religieux du Val-Saint-Antoine ne veulent pas consentir à regarder la chartreuse de la Pierre-de-Refuge comme leur Maison-mère, parce que cela n'est pas conforme aux usages de l'ordre des chartreux. D'autre part, deux domaines concédés par Maître Kakas, fondateur de Lechnitz, restent en possession des chartreux de Lethenkow au lieu de revenir à Lechnitz. Les visiteurs tranchent la difficulté en assignant l'une de ces propriétés au premier monastère et l'autre au second; ils décident aussi, en 1351, que les biens donnés pour la construction de Lechnitz doivent appartenir à cette chartreuse. 
Vers 1443, la maison est incendiée par les Hussites ; la communauté se réfugie à Tárkány. Elle reconstruit la maison, mais en 1455 est à nouveau contrainte, par les Hussites, de la quitter; elle se réfugie à Leutschau (Levoča). 
En 1462 commence la restauration, qui se poursuit jusqu’en 1508 au moins. 
En 1543, la chartreuse est occupée par des brigands qui s’y fortifient, et à nouveau la communauté se retire à Leutschau. Les villes royales décident de détruire le monastère, situé à un point stratégique. 
La communauté se réunis quelque temps aux chartreux de Lechnitz. 
En 1563, un décret du roi Maximilien II supprime la chartreuse.
Le géneral de l'ordre, Jean Pégon travaille très activement, mais en vain, dès 1653, à ressusciter ou à recouvrer avec ses possessions la chartreuse démolie. Les biens de la Pierre-de-Refuge sont attribués, en 1646, par Ferdinand III, aux Pères Jésuites établis à Leutschau dans la résidence des chartreux.

## Prieurs
Le prieur est le supérieur d'une chartreuse, élu par ses comprofès ou désigné par les supérieurs majeurs. 
- 1307-1310 : Conrad, religieux savant et écrivain, déchargé de ses fonctions pour s'adonner davantage aux exercices spirituels et à la composition de ses ouvrages.
- 1310-1316  Pierre.
- Martin.
- ~1455 : Jean Monesser.
- ~1462 : Thomas.
- Gabriel.
- Jean de Erdély, alchimiste.
- Nicolas, auparavant prieur de Mauerbach.
- 4492-1500 : André de Toma.
- 1500-1508 : Jodocus de Wagendriissel, écrivain.